# Nearsighted Mary
Nearsighted Mary è un cortometraggio muto del 1909. Il nome del regista non viene riportato nei credit del film.

## Trama
Mary è talmente miope che, quando trova lavoro, incappa in una serie di incidenti e di disastri dovuti al fatto che non ci vede. Presto viene licenziata. Ora deve trovarsi un altro lavoro.

## Produzione
Il film fu prodotto dalla Lubin Manufacturing Company.

## Distribuzione
Distribuito dalla Lubin Manufacturing Company, il film - un cortometraggio della lunghezza di 150 metri - uscì nelle sale cinematografiche statunitensi il 26 agosto 1909. Nelle proiezioni, veniva programmato con il sistema dello split reel, accorpato in un'unica bobina con un altro cortometraggio prodotto dalla Lubin, The Midnight Sons.